# Sergei Chischnitschenko
Sergei Alexandrowitsch Chischnitschenko (russisch Сергей Александрович Хижниченко; * 17. Juli 1991 in Öskemen) ist ein kasachischer Fußballspieler.

## Karriere
Sergei Chischnitschenko spielte als Stürmer seit 2008 bei seinem Heimatverein Wostok Öskemen. 2010 wechselte er zum kasachischen Verein Lokomotive Astana. Während der laufenden Spielzeit wurde er an den FK Atyrau ausgeliehen. Im Sommer 2010 absolvierte er als Testspieler die Saisonvorbereitung mit Feyenoord Rotterdam. Zu einer Vertragsunterzeichnung ist es jedoch nicht gekommen. Er spielte die Saison bei Atyrau zu Ende. Zum Beginn der Saison 2011 wechselte der Stürmer zu Schachtjor Qaraghandy und konnte mit der Mannschaft zwei Mal in Folge die kasachische Meisterschaft gewinnen. 2014 wurde Chischnitschenko von Korona Kielce aus der Ekstraklasa verpflichtet. Bereits 2015 kehrte er in sein Heimatland zurück, wo er zwei Saisons bei FK Aqtöbe und Tobol Qostanai spielte. 2017 folgte der Wechsel nach Weißrussland zum FK Schachzjor Salihorsk.

## Nationalmannschaft
Er debütierte am 10. Juni 2009 in der kasachischen Fußballnationalmannschaft. Er wurde regelmäßig in der Qualifikationsspielen zur EM 2012 eingesetzt.

## Erfolge
- Kasachischer Meister: 2011, 2012, 2019
- Kasachischer Pokalsieger: 2013
- Kasachischer Supercupsieger: 2013